# Strelitziaceae
Le Streliziacee (Strelitziaceae Hutch., 1934) sono una famiglia di piante erbacee appartenenti all'ordine Zingiberales, diffuse nelle regioni tropicali o subtropicali.

## Tassonomia
La famiglia comprende 7 specie, suddivise in tre generi:
- Phenakospermum Endl.
  - Phenakospermum guyannense  (Rich.) Endl. ex Miq.
- Ravenala Adans.
  - Ravenala madagascariensis Sonn.
- Strelitzia Banks
  - Strelitzia alba (L.f.) Skeels
  - Strelitzia nicolai Regel & Körn.
  - Strelitzia caudata R.A.Dyer
  - Strelitzia juncea Andrews
  - Strelitzia reginae Banks